# Emma Puvrez
Emma Puvrez (Bornem, 25 de julio de 1997) es una jugadora belga de hockey sobre césped.

## Trayectoria
Puvrez debutó con la selección de Bélgica en el año 2014. Tuvo su primera participación olímpica en Paris 2024. Llegó a semifinales en el torneo, pero perdió por penales ante China, luego de empatar 1 a 1. En el partido por la medalla de bronce, perdió contra Argentina en los penales.